# Calibre (software)
Calibre er et frit og open source (FOSS) e-bogs administrationsværktøj, som tillader katalogisering, gemning og administration af e-bøger – i og mellem flere forskellige formater.
 
Calibre understøtter også e-bogs synkronisering med mange forskellige populære e-bogslæserenheder, som f.eks. Apple iDevice (f.eks. iPhone), Amazon Kindle, Android-enheder.
Calibre er platformsuafhængig (programmeret i Python og C) og kan anvendes på de 3 større styresystemer, Linux, Mac OS X og Windows.

## Egenskaber

### Biblioteksadministration
Calibre er primært en e-bogs katalogiseringsprogram. Calibre er designet omkring begrebet en logisk bog, hvor en enkel database indgang kan omfatte den samme bog i flere forskellige formater.
Calibre understøtter katalogisering og sortering af bøgerne efter:
- Titel
- Forfatter
- Dato
- Udgiver
- Vurdering
- Størrelse (Max størrelsen for alle formater)
- Serie

Calibre understøtter også ekstra metadatafelter, der er søgbare:
- Kommentar: Et generelt felt som kan anvendes til at beskrive bogen.
- Mærker: Et fleksibelt system til at kategorisere bøger.

Calibre understøtter også hentning af en bogs metadata via internettet baseret på dens ISBN-nummer eller dens titel/forfatter, i stedet for manuel indtastning af metadata.

### Format konvertering
Calibre understøtter konvertering fra mange input-formater – til mange output-formater. Calibre kan konvertere ethvert input-format i følgende liste til de listede output-formater.
Input-formater: CBZ, CBR, CBC, EPUB, FB2, HTML, LIT, MOBI, ODT, PDF, PRC^, PDB, PML, RB, RTF, TXT
Output-formater: EPUB, FB2, OEB, LIT, LRF, MOBI, PDB, PML, RB, PDF, TXT
(^PRC er et generisk format, calibre understøtter PRC-filer med TextRead- og MOBIBook-header)
Formatkonverteringen understøtter avanceret formateringsopsætningsegenskaber såsom tabeller, dropcaps, indlejrede billeder og skrifttyper.

### Synkronisering
Calibre understøtter i øjeblikket Sony PRS 300/500/505/600/700/900, Cybook Gen 3, BeBook (mini), Amazon Kindle (1, 2, 3, international, DX), iPhone (især med iBooks, men også med the stanza læser software) og Android telefoner (med WordPlayer læser software). Version 0.6.27 tilføjer understøttelse for Barnes and Noble nook. Hvis en bog har flere end et tilgængeligt format, vælger calibre automatisk det bedste format, når bogen uploades til enheden.

### Nyhedshentning
Calibre kan konfigureres til automatisk at hente nyheder fra et antal websites/RSS feeds, formatere nyhederne til et e-bogsformat og uploade e-bogen til en forbunden enhed. I øjeblikket er der understøttelse for generering af LRF/EPUB e-bogsformater. E-bøgerne omfatter de *fulde* versioner af artiklerne, ikke kun sammenfatningerne. Der understøttes et væld af nyhedssites – bl.a.:
- Newsweek
- New York Times
- BBC
- The Economist
- The Wall Street Journal
- ESPN

### E-bogsviser
Med Calibre følger en e-bogslæser, som kan anvendes til at vise de givne formater, direkte i det aktuelle styresystem.

### Indholdsserver
Calibre har også indbygget en webserver, som tillader brugeren at tilgå deres e-bogssamlinger via en webbrowser via en internetforbindelse. Webserveren tillader også brugeren at e-maile e-bøger og downloade nyheder automatisk. Vær opmærksom på at sende det til en gratis tjenesteadresse, hvis en sådan findes, da man ellers kan risikere at skulle betale.